# Hospital Regional Dr. Verdi Cevallos Balda
El Hospital Regional Dr. Verdi Cevallos Balda, también conocido como Hospital Verdi Cevallos, es un hospital perteneciente Ministerio de Salud Pública (MSP). Se encuentra ubicado en la ciudad de Portoviejo capital de la provincia de Manabí, Ecuador. Es considerado un hospital referente de la ciudad.

## Servicios
El hospital es regional, por lo tanto, atiende casos de toda la provincia, e incluso de jurisdicciones cercanas, por lo que cuenta de un área de hospitalización de  190 camas, consulta externa (42 consultorios) de espacialidades como: Traumatología, Cirugía General, Cirugía Pediátrica, Cirugía Plástica, Cirugía Cardiotoráxica, Neurocirugía, Urología, Oftalmología, Otorrinolaringología, Cirugía Vascular, Proctología, Medicina Interna, Nutrición, Psicología, Odontología, Fisiatría.
Se implementó un lactario hospitalario, en donde se extrae de manera segura la leche materna para los recién nacidos que se encuentran hospitalizados, el hospital se considera banco de leche materna.